# Neomilichia fuscata
Neomilichia fuscata är en fjärilsart som beskrevs av Butler 1879. Neomilichia fuscata ingår i släktet Neomilichia och familjen nattflyn. Inga underarter finns listade i Catalogue of Life.